# Acoma arizonica
Acoma arizonica is een keversoort uit de familie Pleocomidae. De wetenschappelijke naam van de soort werd voor het eerst geldig gepubliceerd in 1929 door Brown.